# Vlaamse verkiezingen 2014/Kandidatenlijsten/Groen
Dit zijn de kandidatenlijsten van Groen voor de Vlaamse verkiezingen van 2014. De verkozenen staan vetgedrukt.

## Antwerpen

### Effectieven
1. Wouter Van Besien
2. Ingrid Pira
3. Imade Annouri
4. Kim Buyst
5. Marc Boogers
6. Femke Meeusen
7. Fons Jacobs
8. Zineb El Boussaadani
9. Koen Kerremans
10. Joris Giebens
11. Karen Maes
12. Mik Renders
13. Sarah Wouters
14. Lieve Snauwaert
15. Rony Van Oosterwyck
16. Monique Aerts
17. Tom Caals
18. André Van De Vyver
19. Hakim Nawabi
20. Nik Meeusen
21. Lisa Buysse
22. Davy Buntinx
23. Lotte Van Camp
24. Peter Caluwé
25. Muzeyyen Caliskan
26. Nadia Bachgada
27. Giuliana Chirinos Saavedra
28. Rist Heylen
29. Karin Staes
30. Bob Peeters
31. Tinne Van Gelder
32. Joos De Meyer
33. Freya Piryns

### Opvolgers
1. Tom Kestens
2. Ilse Van Dienderen
3. Jan Hertoghs
4. Helga Hoeymans
5. Emmanuel Aguirre y Otegui
6. Sarah Franssen
7. Marc Jaspers
8. Angela Levandesi
9. Steven Prinsen
10. Ilse De Schutter
11. Stan Scholiers
12. Lud De Coster
13. Lut Lenie
14. Filip Van Den Broeck
15. Barbara Maes
16. Dirk Peeters

## Brussels Hoofdstedelijk Gewest

### Effectieven
1. Elke Van Den Brandt
2. Klaas Lagrou
3. Saïda Hamdan
4. Bram Friet
5. Jenna Gailly
6. Luckas Vander Taelen

### Opvolgers
1. Bart Dhondt
2. Lien Vrijdens
3. Patrick Vankeirsbilck
4. Marika Kasparowicz
5. Timothy Anthonis
6. Adelheid Byttebier

## Limburg

### Effectieven
1. Johan Danen
2. Carolien Peters
3. Hassan Amaghlaou
4. Yasin Gul
5. Khadiga Lamkharrat
6. Bart Bongaerts
7. Rina Vreys
8. Ludo Vanzeer
9. Annick Opdekamp
10. Kaltoma Ait M'Goun
11. Tom Daerden
12. Ann Bogie
13. Frank Keunen

### Opvolgers
1. Johnny Ceyssens
2. Tilly Davidts
3. Koen Dirkx
4. Lene Bijnens
5. Gert Kenis
6. Chris Goris
7. Paul Nies
8. Gerda Lambrechts
9. Pascal Vandendriessche
10. Lisa Leyssens
11. Maarten Wijnants
12. Lieve Blockmans
13. Aris Paraskevopoulos
14. Marij Gabriels
15. Jan Vandenrul
16. Greet Engelen

## Oost-Vlaanderen

### Effectieven
1. Elisabeth Meuleman
2. Björn Rzoska
3. Sara Matthieu
4. Wouter Vande Winkel
5. Kim Alloo
6. Liesbet Denys
7. Zeneb Bensafia
8. Bob D'Haeseleer
9. Aster Baeck
10. Piet Van Heddeghem
11. Marijke Pinoy
12. Pieter Verstraete
13. Peter Cousaert
14. Tom Declercq
15. Steven Vromman
16. Jelle Van Stappen
17. Stien Braeckman
18. Dirk Stroobandt
19. Fadime Köse
20. Nina De Wolf
21. Inge De Bal
22. Carl Ivens
23. Eva Pycke
24. Karla Persyn
25. Wouter Stockman
26. Jos Stassen
27. Sofie Heyrman

### Opvolgers
1. Bram Vandekerckhove
2. Kathleen Pisman
3. Servaas Van Eynde
4. Yasmina Beldjoudi
5. Roland Bonami
6. Wendy Serraris
7. Luc Van Lierde
8. Cristina Mafteiu
9. Roger Lybeer
10. Jordy De Dobbeleer
11. Alexander Janssens
12. Graziëlla De Ros
13. Rita Stroobants
14. Patricia Stokx
15. Sharon Derammelaere
16. Erik Rombaut

## Vlaams-Brabant

### Effectieven
1. Hermes Sanctorum
2. An Moerenhout
3. Eddie Boelens
4. Noor Mousaid
5. Edward Van Keer
6. Veerle Wyffels
7. Mattias Bouckaert
8. Veerle Leroy
9. Tom Van Vlierberghe
10. Lies Lefever
11. Thomas Donceel
12. Marie-Rose Lumbala
13. Carlo Daniëls
14. Silke Cuypers
15. Irfan Izgin
16. Mia Casteels
17. Guy Kestens
18. Magda Van Stevens
19. Karel De Ridder
20. Bernadette Stassens

### Opvolgers
1. Lies Corneillie
2. Toon Toelen
3. Tessa Verberckmoes
4. Bram Vandenbroecke
5. Esma Afrahte
6. Kris Torfs
7. Veerle Van Mele
8. Jeroen Schoonjans
9. Piet De Bisschop
10. Elisabeth Rodriguez Jimenez
11. Johan Van De Schoot
12. Frouke Wouters
13. Patrick Gillis
14. Annelies Vander Bracht
15. Paul De Troyer
16. Tie Roefs

## West-Vlaanderen

### Effectieven
1. Bart Caron
2. Marleen Ryelandt
3. Matti Vandemaele
4. Wendy Malego
5. Kristof Cornelis
6. Veerle Renier
7. Philippe Gryson
8. Natacha Waldmann
9. Steven Dewitte
10. Alexandra Gjurova
11. Caitlin Martelé
12. Sam Vandenberghe
13. Ilse Bleuzé
14. Luc Lierman
15. Cindy Jonckheere
16. Bernard Marchau
17. Marijke Vanlauwe
18. Bram Delombaerde
19. Lydia Maertens
20. Filiep Bouckenooghe

### Opvolgers
1. Maarten Tavernier
2. Shari Platteeuw
3. Bruno Mostrey
4. Yana Debusschere
5. Stephan Fiers
6. Katrien Cattoor
7. Luc Debuyst
8. Annelies Vergaerde
9. Eddy Valentijns
10. Nancy Lezaire
11. Steve Kerckhove
12. Erika Vanderper
13. Inge Laureins
14. Machteld De Groef
15. Dries Verhauwaert
16. Jean-Marie Viaene